# Elgin Avenue Breakdown
Elgin Avenue Breakdown est un album de The 101'ers sorti en 1981 puis ressorti en 2005 avec 8 titres de plus.

## Titres
Version de 1981
1. "Letsagetabitarockin'" - 2:07
2. "Silent Telephone" - 2:20
3. "Monkey Business" (live) (Chuck Berry) - 2:22
4. "Shake Your Hips" (live) (Slim Harpo) - 3:26
5. "Junco Partner" (live) (traditional) - 3:19
6. "Don't Let Go" (Bo Diddley) - 2:54
7. "Motor Boys Motor" - 2:22
8. "Sweety of the St. Moritz" - 2:24
9. "Surf City" (Kelleher/101ers) - 2:47
10. "Keys to Your Heart" - 3:09
11. "Sweet Revenge" - 2:57
12. "Gloria" (live) (Van Morrison) - 3:34

Version de 2008
1. "Letsagetabitarockin'"
2. "Silent Telephone"
3. "Keys To Your Heart" (version 1)
4. "Rabies (From the Dogs of Love)"
5. "Sweet Revenge"
6. "Motor Boys Motor"
7. "Steamgauge '99*"
8. "5 Star R'n'R"
9. "Surf City"
10. "Keys To Your Heart" (version 2)
11. "Sweety Of The St Moritz"
12. "Hideaway"
13. "Shake Your Hips" (live)
14. "Lonely Mother's Son" (live)
15. "Don't Let It Go" (live)
16. "Keep Taking the Tablets" (live)
17. "Junco Partner" (live)
18. "Out of Time" (live) (Mick Jagger, Keith Richards)
19. "Maybelline" (live) (Chuck Berry)
20. "Gloria" (live)

## Musiciens
- Joe Strummer
- Clive Timperley
- Dan Kelleher
- John Mole
- Richard Dudanski